# Ki ez a lány? (televíziós sorozat)
A Ki ez a lány? (eredeti címe: Ugly Betty) amerikai televíziós vígjáték-drámasorozat, amely 2006-tól 2010-ig futott az Egyesült Államokban. A főbb szerepekben America Ferrera és Eric Mabius látható. A műsor alapjául a Betty, a csúnya lány című kolumbiai telenovella szolgált, aminek főszerepeit Ana María Orozco és Jorge Enrique Abello alakították.
A produkció három Primetime Emmy-díjat, két Golden Globe-díjat és egy Screen Actors Guild-díjat nyert.

## Történet
Betty Suarez egy furcsa, mexikói-amerikai nő a New York-i Queensből, akinek gyenge a divatérzéke. Fogszabályzójáról, meglehetősen szokatlan ruhaválasztásairól, kedves természetéről és enyhe naivitásáról ismert. Hirtelen egy másik világba csöppen, amikor munkát kap a Mode-nál, egy manhattani trendi, divatos magazinnál, amely a gazdag Bradford Meade tulajdonában lévő Meade Publications kiadói birodalom része. Bradford fiát, Danielt nevezték ki a Mode főszerkesztőjének Fey Sommers halála után. Bradford a tapasztalatlan Bettyt alkalmazza nőfaló fia legújabb személyi asszisztenseként, hogy megfékezze azt a szokását, hogy lefekszik az asszisztenseivel. Az idő múlásával Betty és Daniel összebarátkoznak, és segítenek egymásnak eligazodni egyéni szakmai és magánéletükben.
A Mode-nál az életet mind Betty, mind Daniel számára megnehezítik a munkatársaik. A legkomolyabb fenyegetést a kreatív igazgató Wilhelmina Slater jelenti számukra, aki bosszúszomjas cselszövő, és számos tervet eszel ki, hogy ellopja Daniel állását, és átvegye az irányítást a Meade-birodalom felett. Ezen kívül Wilhelmina hűséges asszisztense, Marc St. James és a Mode recepciósa, Amanda Tanen folyamatosan gúnyolják és megalázzák Bettyt, amiért az nem túl jó fizikummal rendelkezik, esetlen természetű és kezdetben ízléstelen a divat terén, bár a későbbi évadokban végül mindketten megkedvelik Bettyt. A Mode-nál azonban nem mindenki ellenzi Bettyt, hűséges barátra tesz szert a skót varrónő, Christina McKinne személyében.

## Szereplők
| Színész             | Szereplő                     | Magyar hangja     |
| ------------------- | ---------------------------- | ----------------- |
| Főszereplők         |                              |                   |
| America Ferrera     | Betty Suarez                 | Nemes Takách Kata |
| Eric Mabius         | Daniel Meade                 | Varga Gábor       |
| Alan Dale           | Bradford Meade               | Szélyes Imre      |
| Tony Plana          | Ignacio Suarez               | Csuha Lajos       |
| Ana Ortiz           | Hilda Suarez                 | Németh Borbála    |
| Ashley Jensen       | Christina McKinney           | Bertalan Ágnes    |
| Becki Newton        | Amanda Tanen                 | Urbán Andrea      |
| Mark Indelicato     | Justin Suarez                | Penke Bence       |
| Vanessa L. Williams | Wilhelmina Slater            | Spilák Klára      |
| Rebecca Romijn      | Alexis Meade                 | Németh Kriszta    |
| Michael Urie        | Marc St. James               | Szabó Máté        |
| Kevin Sussman       | Walter                       | Karácsonyi Zoltán |
| Christopher Gorham  | Henry Grubstick              | Hamvas Dániel     |
| Judith Light        | Claire Meade                 | Andresz Kati      |
| Daniel Eric Gold    | Matt Harley                  | Markovics Tamás   |
| Mellékszereplők     |                              |                   |
| Lorraine Toussaint  | Amelia "Yoga" Bluman         |                   |
| Ralph Macchio       | Archie Rodriguez             |                   |
| Ryan McGinnis       | Austin Marley                |                   |
| Bailey Chase        | Becks Scott                  |                   |
| Dylan Baker         | Bennett Wallace              |                   |
| Adam Rodriguez      | Bobby Talercio               |                   |
| David Rasche        | Calvin Hartley               | Jakab Csaba       |
| Jayma Mays          | Charlie                      |                   |
| David Blue          | Cliff St. Paul               |                   |
| Grant Bowler        | Connor Owens                 | Galbenisz Tomasz  |
| Octavia Spencer     | Constance Grady              |                   |
| Julian de la Celle  | Daniel Jr.                   |                   |
| Lauren Vélez        | Elena Sanchez                |                   |
| Gina Gershon        | Fabia                        |                   |
| Ava Gaudet          | Gina Gambarro                |                   |
| Freddy Rodríguez    | Gio Rossi                    |                   |
| Val Emmich          | Jesse                        |                   |
| Bernadette Peters   | Jodie Papadakis              |                   |
| John Cho            | Kenny                        |                   |
| Lindsay Lohan       | Kimberly Keegan              |                   |
| Smith Cho           | Megan                        |                   |
| Sarah Lafleur       | Molly                        | Mezei Kitty       |
| Jamie-Lynn Sigler   | Natalie                      |                   |
| Max Greenfield      | Nick Pepper                  |                   |
| Jowharah Jones      | Nico Slater                  | Köves Dóra        |
| Yaya DaCosta        | Nico Slater                  |                   |
| Gabrielle Union     | Renee Slater                 |                   |
| Kevin Alejandro     | Santos                       |                   |
| Illeana Douglas     | Sheila                       |                   |
| Salma Hayek         | Sofia Reyes                  | Kéri Kitty        |
| Stelio Savante      | Steve                        |                   |
| Derek Riddell       | Stuart                       |                   |
| Alec Mapa           | Suzuki St. Pierre / Byron Wu | Szokol Péter      |
| Brett Cullen        | Ted LeBeau                   |                   |
| Eddie Cibrian       | Tony Diaz                    |                   |
| Neal Bledsoe        | Tyler Venton                 |                   |
| Christine Baranski  | Victoria Hartley             |                   |

## Epizódok
| Évad | Epizódszám | Eredetileg sugárzott  | Eredetileg sugárzott    |
| Évad | Epizódszám | Első rész megjelenése | Utolsó rész megjelenése |
| ---- | ---------- | --------------------- | ----------------------- |
| 1.   | 23         | 2006. szeptember 28.  | 2007. május 17.         |
| 2.   | 18         | 2007. szeptember 27.  | 2008. május 22.         |
| 3.   | 24         | 2008. szeptember 25.  | 2009. május 21.         |
| 4.   | 20         | 2009. október 16.     | 2010. április 14.       |

## Fogadtatása

### Kritikai visszhang
A Rotten Tomatoeson az első évadhoz érkezett elég kritika a minősítéshez. Az évad 94%-ot ért el 17 értékelés alapján, a konszenzus szerint: „America Ferrera egy felfedezés Betty szerepében, még akkor is, ha maga a sorozat inkább a csöpögős és kissé nevetséges irányba hajlik.” Brian Lowry a Variety-től azt írta: „Bármi legyen is a Ki ez a lány? végső sorsa, jó lesz nézni, ahogy Amerika felfedezi Americát.” Matthew Gilbert a Boston Globe-tól azt írta: „Ferrera és a Ki ez a lány? a média kedvencei lesznek, ha a sorozat beindul, ami kétségtelenül így lesz.” Troy Patterson a Slate-től azt írta: „A Ki ez a lány? könnyed és merész - talán a Dinasztia keresztezve egy iskola utáni különkiadással, vagy Az ördög Pradát visel, megszabadítva súlyosabb igényességétől.”
A Metacritic szintén az első évadot értékelte ki. Az évadnak 75 pontot adtak a 100-ból 58 vélemény alapján. David Hinckley a New York Daily Newstól azt írta: „Annak ellenére, hogy a Ki ez a lány? hajlamos a nagyon merész humorra, amikor a finomság jobb lenne, könnyen nézhető.” Virginia Heffernan a New York Timestól azt írta: „A Ki ez a lány? egy kedves, vicces sorozat. Érdemes megnézni. És majd meglátjuk.” Glenn Garvin a Miami Heraldtól azt írta: „Jónak nevezni talán egy kicsit túlzás, de a Ki ez a lány? komikus-melodráma képlete olyan ügyesen kivitelezett, hogy a közönség ellenállhatatlannak találhatja.”

### Amerikai nézettség
| Évad száma | Premier              | Évad vége         | Rangsorolás | Nézők száma (millió) |
| ---------- | -------------------- | ----------------- | ----------- | -------------------- |
| 1.         | 2006. szeptember 28. | 2007. május 17.   | #35         | 11.3                 |
| 2.         | 2007. szeptember 27. | 2008. május 22.   | #53         | 9.4                  |
| 3.         | 2008. szeptember 25. | 2009. május 21.   | #64         | 8.0                  |
| 4.         | 2009. október 16.    | 2010. április 14. | #82         | 5.5                  |

## Fontosabb díjak és jelölések
| Esemény                      | Díj                     | Kategória                                                                | Eredmény |
| ---------------------------- | ----------------------- | ------------------------------------------------------------------------ | -------- |
| 64. Golden Globe-gála        | Golden Globe-díj        | Legjobb musical- vagy vígjátéksorozat                                    | Elnyerte |
| 64. Golden Globe-gála        | Golden Globe-díj        | Legjobb női főszereplő (musical- vagy vígjátéksorozat) – America Ferrera | Elnyerte |
| 65. Golden Globe-gála        | Golden Globe-díj        | Legjobb női főszereplő (musical- vagy vígjátéksorozat) – America Ferrera | Jelölve  |
| 66. Golden Globe-gála        | Golden Globe-díj        | Legjobb női főszereplő (musical- vagy vígjátéksorozat) – America Ferrera | Jelölve  |
| 59. Primetime Emmy-gála      | Primetime Emmy-díj      | Legjobb vígjátéksorozat                                                  | Jelölve  |
| 59. Primetime Emmy-gála      | Primetime Emmy-díj      | Legjobb női főszereplő (vígjátéksorozat) – America Ferrera               | Elnyerte |
| 59. Primetime Emmy-gála      | Primetime Emmy-díj      | Legjobb női mellékszereplő (vígjátéksorozat) – Vanessa L. Williams       | Jelölve  |
| 59. Primetime Emmy-gála      | Primetime Emmy-díj      | Legjobb vendégszínésznő (vígjátéksorozat) – Salma Hayek                  | Jelölve  |
| 59. Primetime Emmy-gála      | Primetime Emmy-díj      | Legjobb vendégszínésznő (vígjátéksorozat) – Judith Light                 | Jelölve  |
| 59. Primetime Emmy-gála      | Primetime Emmy-díj      | Legjobb főcím                                                            | Jelölve  |
| 59. Primetime Emmy-gála      | Primetime Emmy-díj      | Legjobb fodrász                                                          | Jelölve  |
| 59. Primetime Emmy-gála      | Primetime Emmy-díj      | Legjobb rendező (vígjátéksorozat)                                        | Elnyerte |
| 59. Primetime Emmy-gála      | Primetime Emmy-díj      | Legjobb jelmeztervezés                                                   | Jelölve  |
| 59. Primetime Emmy-gála      | Primetime Emmy-díj      | Legjobb casting (vígjátéksorozat)                                        | Elnyerte |
| 59. Primetime Emmy-gála      | Primetime Emmy-díj      | Legjobb díszlettervezés                                                  | Jelölve  |
| 60. Primetime Emmy-gála      | Primetime Emmy-díj      | Legjobb női főszereplő (vígjátéksorozat) – America Ferrera               | Jelölve  |
| 60. Primetime Emmy-gála      | Primetime Emmy-díj      | Legjobb női mellékszereplő (vígjátéksorozat) – Vanessa L. Williams       | Jelölve  |
| 60. Primetime Emmy-gála      | Primetime Emmy-díj      | Legjobb fodrász                                                          | Jelölve  |
| 60. Primetime Emmy-gála      | Primetime Emmy-díj      | Legjobb jelmeztervezés                                                   | Jelölve  |
| 60. Primetime Emmy-gála      | Primetime Emmy-díj      | Legjobb casting (vígjátéksorozat)                                        | Jelölve  |
| 60. Primetime Emmy-gála      | Primetime Emmy-díj      | Legjobb díszlettervezés                                                  | Jelölve  |
| 61. Primetime Emmy-gála      | Primetime Emmy-díj      | Legjobb női mellékszereplő (vígjátéksorozat) – Vanessa L. Williams       | Jelölve  |
| 61. Primetime Emmy-gála      | Primetime Emmy-díj      | Legjobb jelmeztervezés                                                   | Jelölve  |
| 13. Screen Actors Guild-gála | Screen Actors Guild-díj | Legjobb szereplőgárda (vígjátéksorozat)                                  | Jelölve  |
| 13. Screen Actors Guild-gála | Screen Actors Guild-díj | Legjobb színésznő (vígjátéksorozat) – America Ferrera                    | Elnyerte |
| 14. Screen Actors Guild-gála | Screen Actors Guild-díj | Legjobb szereplőgárda (vígjátéksorozat)                                  | Jelölve  |
| 14. Screen Actors Guild-gála | Screen Actors Guild-díj | Legjobb színésznő (vígjátéksorozat) – America Ferrera                    | Jelölve  |
| 14. Screen Actors Guild-gála | Screen Actors Guild-díj | Legjobb színésznő (vígjátéksorozat) – Vanessa L. Williams                | Jelölve  |
| 15. Screen Actors Guild-gála | Screen Actors Guild-díj | Legjobb színésznő (vígjátéksorozat) – America Ferrera                    | Jelölve  |

## Fordítás
- Ez a szócikk részben vagy egészben  az   Ugly Betty című angol Wikipédia-szócikk ezen változatának fordításán alapul.  Az eredeti cikk szerkesztőit annak laptörténete sorolja fel. Ez a jelzés csupán a megfogalmazás eredetét és a szerzői jogokat jelzi, nem szolgál a cikkben szereplő információk forrásmegjelöléseként.